# Румои (город)

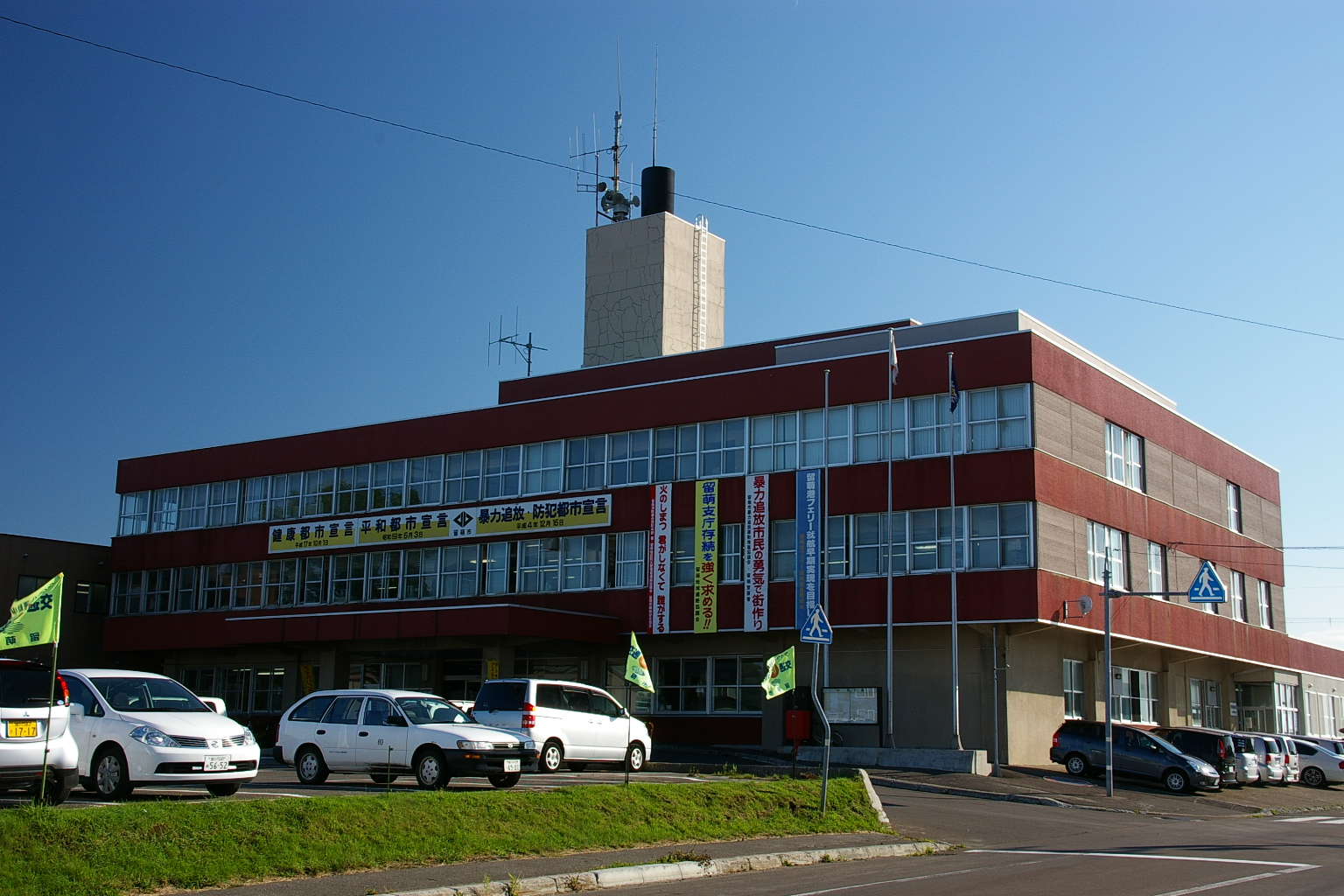
Мэрия города Румои

Румо́и (яп. 留萌市 Румои-си) — город в Японии, находящийся в округе Румои губернаторства Хоккайдо. Площадь города составляет 297,51 км², население — 23 060 человек (30 июня 2014), плотность населения — 77,51 чел./км².

## Географическое положение
Город расположен на острове Хоккайдо в губернаторстве Хоккайдо. С ним граничат посёлки Масике, Обира, Хокурю, Нумата.

## Население
Население города составляет 23 060 человек (30 июня 2014), а плотность — 77,51 чел./км². Изменение численности населения с 1980 по 2005 годы:
| 1980 | 36 626 чел. |  |
| 1985 | 35 542 чел. |  |
| 1990 | 32 429 чел. |  |
| 1995 | 30 060 чел. |  |
| 2000 | 28 325 чел. |  |
| 2005 | 26 826 чел. |  |

## Символика
Деревом города считается акация, цветком — рододендрон.